# البرج بن مسهر الطائي
البرج بن مسهر الطائي شاعر جاهلي كان من معمَّري الجاهلية.

## نسبه
البرج بن مسهر بن جلاس بن الأرت الطائي، أحد بني جديلة، ثم أحد بني طريف بن عمرو بن ثمامة بن مالك بن جدعاء بن ذهل بن رومان بن جندب بن خارجة بن سعد بن فطرة، وينتهي نسبه إلى طيئ.

## مولده
لا يعلم بالتحديد تاريخ مولده، ولكن قيل في (595م-30 ق هـ), ويعتقد أنه ولد في نقبين، لقوله:
والنقبين اليوم تسمى نقبين وهي قرية في الجهة الشمالية لسلسلة جبال أجا وتبعد عن مدينة حائل 20كم شمالاً.

## حياته
البرج بن مسهر من أهل الجبلين، ويعد من معمَّري الجاهلية الذين ذكروا في التراث حتى أن له خبراً مع والد حاتم الطائي في امتحان أحد كهنه الجاهلية، جاور قبيلة كلب أيام حرب الفساد ولم يحمدهم في شعره، يقول في ذلك:
كان إذا شرب ذهب الشراب بعقله، وله في ذلك خبر مع زوجة عمه وخبر آخر مع أخته وهو سكران. كان خليلاً للحصين بن الحمام ونديماً له على الشراب، وفيه يقول البرج:
ثم وقع بين البرج والحصين خصومة، فسبه الحصين وفضحه في شعر له بفعلته بأخته، ونشبت الحرب بينهما، فأسره الحصين ثم جز ناصيته وأخلى سبيله لما كان له من معاشرة. وله ابن اسمه حسان - في مصادر أخرى سمي «زرعة»- يعد من رؤساء الخوارج قتل يوم النهروان.

### خبره مع الكاهن سواد بن قارب
جاء في خبر امتحان البرج لأحد كهنه الجاهلية وهو سواد بن قارب الدوسي:

### خبره مع عمه أبو جابر
جاء في خبره مع عمه أبو جابر عند أبو تمام في «الحماسة»، عند التبريزي في «شرح ديوان الحماسة»:
:

### خبره مع الحصين بن حمام
ذكر خبر البرج والحصين عند الأصفهاني في كتابه «الأغاني»، وعند ابن الحبيب في «المحبر»، ومما جاء في ذلك:
:
:

## من شعره
قال برج بن مسهر الطائي يصف كرمه:

## وفاته
تذكر المصادر أن البرج بعدما افتضح أمره خرج من بلاد قومه إلى أن انتهى إلى الشام فتنصر، وقيل: إنه شرب الخمر صرفاً حتى مات. وكانت وفاته نحو سنة 30 ق هـ الموافق سنة 595 م.